# Vízhozam
A vízhozam a folyóvizek és víztermelő kutak teljesítményének mérőszáma. Minden olyan esetben vízhozamról beszélünk, amikor időegység alatt a vizsgált felületre bizonyos mennyiségű víz érkezik. 
Folyóvizeknél a vízhozam a vizsgált időegység alatt a vizsgálati keresztszelvénybe érkező vízmennyiséget jelenti. Rendkívül sok dolog befolyásolja. (sebesség, vízállás, medermorfológia stb.) 
- Jele: Q
- Mértékegysége: m³/h, m³/s, m³/min

Ha Q = 1 m³/h, az azt jelenti, hogy egy óra alatt egy m³ víz halad át a vizsgált keresztszelvényen. A vízhozamot több eljárással is számolhatjuk. Például egy klasszikus közülük: Q = v * A, ahol a „v” a sebesség [m/s] az „A” a nedvesített keresztszelvény [m²]. 
Gyakorlati mérési eljárások: Danaidás mérés, forgószárnyas vízhozammérő, ultrahangos mérőműszer, köbözés, bukóéles mérés stb. 
Kutaknál is beszélhetünk vízhozamról. A vízadó réteg hozamáról, „amiből a kút táplálkozik”, valamint a kútból kitermelhető vízhozamról. Ez azt jelenti, hogy tartósan mennyi vizet tudunk kitermelni a kútból. A kút tervezési és üzemeltetési munkálatoknál az az ideális, ha legfeljebb annyi vizet termelünk ki, hogy a kút ne „homokoljon”. Ha többet veszünk ki, mint amit a kút vízadó rétege ad, akkor a kútban erősen lecsökken a vízszint, és a szivattyú által beszívott víz homokot hoz magával, ez tönkreteheti a szivattyút, a kút esetleges beomlásához, a vízadó réteg további károsodásához vezethet. A kútból tartósan kitermelhető vízhozam függ:
- a kút átmérőjétől (d)
- a vízadó réteg vízáteresztő képességi együtthatójától (k)
- a vízadó réteg vastagságától (h)
- a leszívás mértékétől (s)
- a leszívási sugár nagyságától (R)

A maximális (kritikus) hozam 2/3 része a tartósan kitermelhető hozam. Qm= 2/3 * Qmax. 
A vízműveknél használt kutak esetén ez jellemzően 200-500 m³/h.
Például a Duna átlagos vízhozama:
- 30 km-rel Passau előtt: 580 m³/s
- Bécsnél: 1900 m³/s
- Budapestnél: 2350 m³/s
- Belgrádnál: 4000 m³/s
- A Duna-delta előtt: 6500 m³/s